# Bollen Kleisteenformatie
De Bollen Kleisteenformatie is een geologische formatie in de diepe ondergrond van Nederland en het voor de Nederlandse kust gelegen deel van de Noordzee. De formatie is onderdeel van de Banjaard groep uit het Devoon. In de Nederlandse ondergrond hebben weinig boringen zulke oude gesteentelagen aangeboord. Een ondergrens van de formatie is nooit vastgesteld en de formatie heeft in de Nederlandse stratigrafie een informele status. De formatie is genoemd naar de zandbank Bollen van Goeree voor de kust van Zuid-Holland.

## Beschrijving en stratigrafie
De Bollen Kleisteenformatie bestaat overwegend uit grijze, schalie-achtige kleisteen. Op onregelmatige plekken wordt de klei afgewisseld met enkele witte tot groengrijze zandsteenlagen. Plaatselijk kan het gesteente calciet of dolomiet bevatten. Deze gesteentelagen hebben een laag-energetisch mariene afzettingsfacies. Ze werden afgezet in een dieper deel van de zee die in het Devoon het continentaal plat aan de zuidelijke rand van het Old Red Sandstonecontinent ("Euramerika") bedekte.
De Bollen Kleisteenformatie is in sommige boringen meer dan 300 meter dik gebleken. Een ondergrens is onbekend, maar bij de bovengrens gaat de formatie over in de (jongere) Formatie van Bosscheveld, die een uit een veel gevarieerdere afwisseling van zandige en kleiige lagen bestaat. Waar de Formatie van Bosscheveld ontbreekt kan de Bollen Kleisteen formatie ook direct onder de dikke kalksteenlagen van de Formatie van Zeeland liggen. Hoe de formatie gecorreleerd kan worden met afzettingen uit België, Duitsland, of Engeland is onduidelijk.